# Хлестов Дмитро Олексійович
Дмитро Олексійович Хлестов (рос. Дмитрий Алексеевич Хлестов, нар. 21 січня 1971, Москва) — радянський та російський футболіст, що грав на позиції захисника.
Виступав, зокрема, за клуб «Спартак» (Москва), а також національну збірну Росії.
Восьмиразовий чемпіон Росії. Володар Кубка СРСР. Триразовий володар Кубка Росії.

## Клубна кар'єра
У дорослому футболі дебютував 1990 року виступами за команду клубу «Спартак» (Москва), в якій провів одинадцять сезонів, взявши участь у 195 матчах чемпіонату.
Згодом з 2000 по 2002 рік грав у Туреччині, де захищав кольори клубу «Бешикташ». 2002 року повнернувся на батьківщину, де знову приєднався до московського «Спартака», в якому виходив на поле лише епізодично. Протягом 2003-2005 років грав за клуби «Торпедо-ЗіЛ» та «Сокол» (Саратов).
Завершив професійну ігрову кар'єру у нижчоліговому клубі «Спартак» (Щолково), за команду якого виступав протягом 2006—2008 років. Відтоді продовжував грати на аматорському рівні, виступав за низку російських команд в аматорських турнірах.

## Виступи за збірні
1992 року провів три гри у складі національної збірної СНД.
Того ж року дебютував в іграх новоствореної збірної Росії з футболу. Протягом кар'єри у національній команді, яка тривала 11 років, провів у формі головної команди країни 47 матчів. У складі збірної був учасником чемпіонату світу 1994 року у США.

## Титули і досягнення
- Чемпіон Росії (8):

«Спартак» (Москва):  1992, 1993, 1994, 1996, 1997, 1998, 1999, 2000
- Володар Кубка СРСР (1):

«Спартак» (Москва):  1991-92
- Володар Кубка Росії (3):

«Спартак» (Москва):  1994, 1998, 2003